# Charles Riandey
Charles Riandey né le 25 décembre 1892 à Paris et mort le 29 juin 1976 à Boulogne-Billancourt est un haut fonctionnaire et franc-maçon français.

## Biographie
Charles Riandey, d'origine franc-comtoise, est fonctionnaire à la préfecture de la Seine, il est membre du cabinet d'André Le Troquer. Lors la Seconde Guerre mondiale, il est déporté à Buchenwald. Initié en 1917 au sein de loge « Union et bienfaisance » à Paris. Il est vénérable maitre de sa loge en 1922 et obtient le 33e degré du Rite écossais ancien et accepté en 1927. En 1961, il est grand commandeur du Suprême Conseil de France. Lors du traité d'alliance que signe la Grande Loge de France et le Grand Orient de France en 1964, il s'oppose à cet accord au nom de la régularité maçonnique. Avec une partie du Suprême Conseil, il fait scission et rejoint la Grande Loge nationale française pour former le « Suprême Conseil pour la France » dont il est le souverain grand commandeur. Il conserve ce poste jusqu'en 1976 et devient honoraire quelques semaines avant sa mort.

## Publication
- Charles Riandey, Confession d'un Grand Commandeur de la Franc-maçonnerie : mémoires posthumes, Monaco/Paris, Ed. du Rocher, 1989, 285 p. (ISBN 2-268-00779-0).